# Ośrodek Sportu i Rekreacji Góra Kamieńsk
Ośrodek Sportu i Rekreacji Góra Kamieńsk – ośrodek narciarski położony na terenie zewnętrznego zwałowiska Kopalni Węgla Brunatnego Bełchatów, na północno-wschodnim zboczu hałdy zwanej Góra Kamieńsk (o wysokości 386 m n.p.m) na terenie powiatu radomszczańskiego w gminie Kamieńsk. Hałda ta to zwały kopalniane usypane z wierzchniej warstwy ziemi znad pokładów węgla brunatnego.

## Wyciągi
W skład kompleksu wchodzą:
- czteroosobowy wyciąg krzesełkowy firmy Doppelmayr z ruchomym chodnikiem o długości 750 m i przepustowości około 2000 osób na godzinę
- wyciąg talerzykowy o długości około 700 metrów i przepustowości około 800 osób na godzinę
- wyciąg talerzykowy dla początkujących narciarzy o długości około 160 metrów i przepustowości około 600 osób na godzinę.

## Trasy
| Nazwa trasy | Trudność           | Start                                         | Start                 | Meta                               | Meta                  | Dłu- gość (m) | Prze- wyż- sze- nie (m) | Na- chy- le- nie (%) | Oś- wie- tle- nie | Sztucz- ne naśnie- żanie | Homologacja FIS | Homologacja FIS | Uwagi                    |
| Nazwa trasy | Trudność           | nazwa                                         | wyso- kość (m n.p.m.) | nazwa                              | wyso- kość (m n.p.m.) | Dłu- gość (m) | Prze- wyż- sze- nie (m) | Na- chy- le- nie (%) | Oś- wie- tle- nie | Sztucz- ne naśnie- żanie | numer           | ważna do        | Uwagi                    |
| ----------- | ------------------ | --------------------------------------------- | --------------------- | ---------------------------------- | --------------------- | ------------- | ----------------------- | -------------------- | ----------------- | ------------------------ | --------------- | --------------- | ------------------------ |
| 1           | czerwono-niebieska | górna stacja wyciągu krzesełkowego            | 336                   | dolna stacja wyciągu krzesełkowego | 213                   | 760           | 123                     | 16                   | tak               | tak                      |                 |                 | po zach. stronie wyciągu |
| 2           | czerwono-niebieska | górna stacja wyciągu krzesełkowego            | 336                   | dolna stacja wyciągu krzesełkowego | 213                   | 760           | 123                     | 16                   | tak               | tak                      |                 |                 | po wsch. stronie wyciągu |
| 3           | czerwono-niebieska | górna stacja wyciągu talerzykowego            | ok. 320               | dolna stacja wyciągu talerzykowego | ok. 213               | 700           | ok. 110                 | 16                   | tak               | tak                      |                 |                 | główną trasą ośrodka     |
| 4           | zielona            | w pobliżu dolnej stacji wyciągu talerzykowego |                       |                                    |                       | 160           |                         |                      | tak               | tak                      |                 |                 |                          |

Główny stok, między wyciągiem krzesełkowym a talerzykowym, nie jest trudny technicznie, jednak początkowo jest dosyć stromy, ma czerwony stopień trudności, ale niżej jest już łatwy (niebieski stopień trudności). Ma szerokość od 30 do 150 m. Zarówno ta trasa, jak i trasa po zachodniej stronie wyciągu krzesełkowego, są sztucznie naśnieżane, ratrakowane i oświetlone.
Stacja nie jest członkiem Stowarzyszenia Polskie stacje narciarskie i turystyczne.
Kompleks narciarski „Góra Kamieńsk” jest najdłuższym stokiem narciarskim w centralnej Polsce.

## Pozostała infrastruktura
W ośrodku i okolicach znajdują się również:
- snowpark (ogródek w środkowej części stoku) ze skoczniami i dodatkowymi przejazdami
- grawitacyjny tor saneczkowy (45 pojazdów na torach) o długości zjazdu 391 m, z własnym wyciągiem (wzdłuż wyciągu 1)
- 2 trasy downhillowe dla rowerzystów
- tor quadowy
- tor kartingowy (letni)
- ścianka wspinaczkowa z trzema wieżami o wysokościach 3, 6 i 7 m.
- trzy wytyczone i oznakowane trasy rowerowe o różnym stopniu trudności, o łącznej długości 42 km: najdłuższa i najtrudniejsza – czerwona ma długość 18 km. Trasy żółta (również trudna) i niebieska (najłatwiejsza) mają po 12 km długości.

Do dyspozycji narciarzy są:
- szkoła narciarska i snowboardowa „Biwak”, posiadająca licencję typu A Stowarzyszenia Instruktorów i Trenerów Narciarstwa PZN
- 3 wypożyczalnie sprzętu narciarskiego (jedna na terenie ośrodka i dwie przed ośrodkiem)
- placówka Grupy Jurajskiej GOPR
- WC
- bezpłatny parking dla 500 samochodów
- restauracja „Górska”
- grill, bar „Przy Stoku”, „Ski Cafe”.

Ponadto 4 hotele w okolicy, niektóre z nich oferują specjalne zniżki dla gości ośrodka.

## Historia
Kompleks narciarski „Góra Kamieńsk” został wybudowany przez KWB Bełchatów. Przedsiębiorstwo to obecnie wchodzi w skład spółki PGE Górnictwo i Energetyka Konwencjonalna Spółka Akcyjna z siedzibą w Bełchatowie.
Wyciąg krzesełkowy został oddany do użytku w 2004 roku. Ze względu na duże zainteresowanie, w 2006 roku uruchomiono 2 wyciągi talerzykowe.